# Manège de Budavár
 (mai 2024).
Le manège de Budavár (en hongrois : budavári lovarda) était un édifice situé dans le 1er arrondissement de Budapest. Attenant au Palais de Budavár, il a été détruit peu après la Seconde Guerre mondiale. Sa reconstruction est régulièrement envisagée dans le cadre du projet Hauszmann, lequel vise à restituer au quartier du château son aspect originel.